# 中央和国家机关涉密载体销毁中心
中央和国家机关涉密载体销毁中心、中央和国家机关保密技术服务中心，位于北京市西城区东绒线胡同49号，是国家保密局直属事业单位。

## 简介
2006年4月，国家保密局成立中央和国家机关涉密载体销毁中心。与中央和国家机关保密技术服务中心合一设置。中央和国家机关保密技术服务中心销毁处自2002年成立后，承担为中央和国家机关、北京市党政军机关和涉密单位涉密载体销毁及为中央重要会议活动、中央领导同志处保密服务的职责，截至2012年累计销毁各类涉密载体2.5万吨，未发生失泄密事件。

## 历任领导
主任
……
- 魏力（？—）[5]